# نادية ديفيدز
نادية ديفيدز (بالإنجليزية: Nadia Davids)‏ (1977)؛ كاتِبة وروائية جنوب أفريقية.